# Les Aynans
Les Aynans ist eine Gemeinde im französischen Département Haute-Saône in der Region Bourgogne-Franche-Comté.

## Geographie
Les Aynans liegt auf einer Höhe von 280 m über dem Meeresspiegel, acht Kilometer südsüdwestlich von Lure und etwa 22 Kilometer östlich der Stadt Vesoul (Luftlinie). Das langgezogene Straßendorf erstreckt sich im zentralen Teil des Departements, in der breiten Talebene am westlichen Ufer des Ognon, am Südrand der Ebene von Lure.
Die Fläche des 7,82 km² großen Gemeindegebiets umfasst einen Abschnitt der Ebene von Lure. Von Nordnordosten nach Südsüdwesten wird das Gebiet vom Ognon durchquert. Dieser fließt mit mehreren Windungen durch eine Alluvialniederung, die durchschnittlich auf 275 m liegt und eine Breite von maximal drei Kilometern aufweist. Auf dem Gemeindegebiet erhält der Ognon Zufluss vom Rahin und vom Gros Varale. Die Ebene wird überwiegend landwirtschaftlich genutzt.
Nach Westen erstreckt sich das Gemeindeareal in die Waldung des Bois de la Vaivre und bis zum Ruisseau des Pontcey, einem weiteren Zufluss des Ognon. Im Norden wird die Talebene von der Anhöhe des Bois de Sansbois flankiert. Die östliche Abgrenzung verläuft am Westhang des Mont. Mit 335 m wird hier die höchste Erhebung von Les Aynans erreicht. An diesem Höhenrücken treten sandig-mergelige und kalkige Sedimente zutage, die während der Lias (Unterjura) und der mittleren Jurazeit abgelagert wurden.
Nachbargemeinden von Les Aynans sind Vy-lès-Lure und Vouhenans im Norden, Le Val-de-Gouhenans und Gouhenans im Osten, Longevelle und Aillevans im Süden sowie Arpenans im Westen.

## Geschichte
Erstmals urkundlich erwähnt wird Les Aynans im Jahr 1145 unter dem Namen Aynans. Von 1307 ist die Schreibweise Haignens überliefert. Später wird zwischen den beiden Ortschaften Aynans-Dessus (im Norden) und Aynans-Dessous (im Süden) unterschieden, und 1770 taucht die Bezeichnung Les Deux Aynans auf. Im Mittelalter gehörte Les Aynans zur Freigrafschaft Burgund und darin zum Gebiet des Bailliage d’Amont. Es bildete eine eigene Herrschaft. Im Jahr 1346 wurde der Ort von den Herren von Faucogney in Brand gesteckt. Zusammen mit der Franche-Comté gelangte das Dorf mit dem Frieden von Nimwegen 1678 definitiv an Frankreich. Heute ist Les Aynans Mitglied des 22 Ortschaften umfassenden Gemeindeverbandes Communauté de communes du Pays de Lure.

## Sehenswürdigkeiten
Die Dorfkirche Saint-Léger in Les Aynans wurde 1846 neu erbaut. Sie beherbergt eine Kanzel, einen Altar und eine Marienstatue aus Holz aus dem 18. Jahrhundert sowie vier vergoldete Kronleuchter aus Bronze im Louis-XIII-Stil. Südlich des Dorfes steht ein Turm aus dem 16. Jahrhundert.

## Bevölkerung
| Jahr                       | 1962 | 1968 | 1975 | 1982 | 1990 | 1999 | 2006 | 2018 |
| Einwohner                  | 351  | 349  | 338  | 314  | 303  | 312  | 297  | 358  |
| Quellen: Cassini und INSEE |      |      |      |      |      |      |      |      |

Mit 360 Einwohnern (1. Januar 2022) gehört Les Aynans zu den kleinen Gemeinden des Département Haute-Saône. Nachdem die Einwohnerzahl in der ersten Hälfte des 20. Jahrhunderts deutlich abgenommen hatte (1906 wurden noch 557 Personen gezählt), wurden seit Beginn der 1980er Jahre nur noch geringe Schwankungen verzeichnet.

## Wirtschaft und Infrastruktur
Les Aynans war bis weit ins 20. Jahrhundert hinein ein vorwiegend durch die Landwirtschaft (Ackerbau, Obstbau und Viehzucht) und die Forstwirtschaft geprägtes Dorf. Die Wasserkraft des Ognon wurde früher für den Betrieb einer Mühle genutzt. Heute gibt es verschiedene Betriebe des Klein- und Mittelgewerbes. Wichtigstes Unternehmen ist eine Firma der Galvanoplastik. Daneben sind auch die Branchen Feinmechanik und Holzverarbeitung vertreten. In den letzten Jahrzehnten hat sich das Dorf zu einer Wohngemeinde gewandelt. Viele Erwerbstätige sind deshalb Wegpendler, die in den größeren Ortschaften der Umgebung ihrer Arbeit nachgehen. Les Aynans ist Standort eines Campingplatzes.
Die Ortschaft liegt abseits der größeren Durchgangsachsen an einer Departementsstraße, die von Vy-lès-Lure nach Longevelle führt. Weitere Straßenverbindungen bestehen mit Arpenans, Vouhenans und Gouhenans.